# Tropaire pascal
Cette page contient des caractères spéciaux ou non latins. S’ils s’affichent mal (▯, ?, etc.), consultez la page d’aide Unicode.
Nota : les psaumes cités dans cet article sont numérotés selon la Septante. Pour la correspondance avec la numérotation massorétique, voir Découpage et numérotation des psaumes.
Le Tropaire pascal, appelé aussi Christos anesti (du grec ancien : Χριστὸς ἀνέστη, « Christ est ressuscité ») est l'hymne propre à la célébration de Pâques dans les Églises orthodoxes et les Églises catholiques orientales de rite byzantin.

## Texte
| Koinè                                                                                          | Translittération                                                                                | Traduction littérale                                                                                                   |
| ---------------------------------------------------------------------------------------------- | ----------------------------------------------------------------------------------------------- | --- |
| Χριστὸς ἀνέστη ἐκ νεκρῶν, θανάτῳ θάνατον πατήσας, καὶ τοῖς ἐν τοῖς μνήμασι, ζωὴν χαρισάμενος ! | Christós anésti ek nekrón, thanáto thánaton patísas, ké tís en tís mnímasi, zoín charisámenos ! | Le Christ est ressuscité d'entre les morts, foulant la mort par la mort et à ceux dans les tombeaux accordant la vie ! |